# 第一高等学校 (旧制)の寮歌
第一高等学校(旧制)の寮歌（だいいちこうとうがっこうのりょうか）では、旧制高等学校の寮歌のうち、約370曲の歌を有していた第一高等学校 (旧制)の寮歌その他について記述する。以下は寮歌の一覧から記事を分割した。

## 紀念祭歌
- 雪ふらばふれふらばふれ
明治25年（1892年）。寄宿寮寮歌。落合直文作詞、『月と花とは昔より』 の譜
- 我等はいかなる
明治31年（1898年）。第8回紀念祭南寮寮歌。『ますらたけを』 の譜すなわちジョージアマーチである。
- 思へば遠し神の御代（立て自治寮の健男児）
明治32年（1899年）。第9回紀念祭東寮寮歌。作詞者不詳、大捷軍歌 『海城逆襲』 の譜（『人を恋ふるの歌』）。
- 闇の中なるひとすぢの
明治34年（1901年）。全寮寮歌。大島正徳 作詞、島崎赤太郎 作曲。
- 春爛漫の花の色
明治34年（1901年）。第11回紀念祭西寮寮歌。矢野勘治 作詞、豊原雄太郎 作曲。
- アムール川の流血や
明治34年（1901年）。第11回紀念祭東寮寮歌。塩田環 作詞、永井建子作曲『小楠公』の譜。
- 嗚呼玉杯に花うけて
明治35年（1902年）。第12回紀念祭東寮寮歌。矢野勘治 作詞、楠正一 作曲。
- 混濁の波逆巻きて
明治35年（1902年）。第12回紀念祭西寮寮歌。大河平隆光 作詞、廣田守信 作曲。
- 緑もぞ濃き柏葉の
明治36年（1903年）。第13回紀念祭東寮寮歌。柴碩文 作詞、楠正一 作曲＜荻原藤吉（井泉水）作詞説も＞。
- 都の空に東風吹きて
明治37年（1904年）。第14回紀念祭北寮寮歌。穂積重遠 作詞。鈴木充形 作曲。
- 平沙の北に吹雪して
明治38年（1905年）。第15回紀念祭南寮寮歌。青木得三 作詞、大島正満 作曲。
- 比叡の山の石だたみ
明治38年（1905年）。第15回紀念祭京大寄贈歌。平野正朝 作詞。
- 太平洋のなみの穂に
明治39年（1906年）。第16回紀念祭西寮寮歌。黒田朋信 作詞、澤村寅二郎 作曲。
- 波は逆巻き風あれて
明治39年（1906年）。第16回紀念祭北寮寮歌。石川鐵雄 作曲。
- 仇浪騒ぐ濁り世の
明治40年（1907年）。第17回紀念祭東寮寮歌。岸巌 作詞、内海磐夫 作曲。
- としはや已に十八と
明治41年（1908年）。第18回紀念祭東大寄贈歌。青木得三 作詞、鈴木充形 作曲。
- 紫淡くたそがるる
明治41年（1908年）。第18回紀念祭福岡大寄贈歌（この「福岡大」は今の福岡大学ではなく九州帝国大学の前身である京都帝国大学福岡医科大学）。
- 藝文の花咲きみだれ
明治43年（1910年）。第20回紀念祭東大寄贈歌。大貫雪之助 作詞。
- 光まばゆき春なれど
明治44年（1911年）。第21回紀念祭朶寮寮歌。柳澤健 作詞、飯田銀四郎 作曲。
- 黎明の靄淡らぎて
大正3年（1914年）。第24回紀念祭南寮寮歌。川上璉器 作詞。
- 若紫に夜は溶けて
大正6年（1917年）。第27回紀念祭南寮寮歌。橘高寳實 作詞、箕作秋吉 作曲。
- とこよのさかえに
大正6年（1917年）。第27回紀念祭東大寄贈歌。矢崎美盛 作詞、交響曲第9番 (ベートーヴェン)より。バルトの楽園でも扱われた日本初演より一年早いことから（また、この初演に日本人は招かれていない）、純粋に楽譜またはSPレコードから拾った可能性がある。

大正8年（1919年）以降、各寮より紀年祭歌を募集することを止め、全寮から二曲程度の募集に変更になった。
- 彌生が丘に洩れ出づる
大正10年（1921年）。第31回紀念祭寮歌。渡邊諒作詞。 弘田龍太郎作曲。
- 新墾の此の丘の上
昭和12年（1937年）。第47回紀念祭寮歌。田中隆行 作詞、服部正夫 作曲。
- 運るもの星とはよびて
昭和17年（1943年）。第53回紀念祭寮歌。清水健二郎 作詞、大山哲雄 作曲。
- りょうりょうと
昭和22年（1947年）。第59回紀年祭寮歌。宮地裕 作詞、白鳥正夫 作曲。

## その他
- 花は櫻木
明治23年（1890年）。端艇部部歌。赤沼金三郎 作詞。一高初の寮歌とされる。
- ウラルの彼方 風あれて
明治37年（1904年）。征露歌。青木得三 作詞、『アムール川の流血や』 の譜。
- 時乾坤のうつろひに　
明治43年（1910年）。柔道部部歌。小林俊三 作詞、新居一郎 作曲。
- 春は春は　
明治43年（1910年）。端艇部愛唱歌。御手洗文雄 作詞（作曲者不詳）。大利根遠漕を記念して作られた寄贈歌[1][2]。

- 嗚呼向陵に　
大正9年（1920年）。端艇部応援歌。今井常一 作詞、矢野一郎 作曲[3][4]。